# Beatriz Araujo
Beatriz Araujo, née le 4 juillet 1955, est une ancienne joueuse de tennis argentine.

## Palmarès

### Titre en simple dames
Aucun

### Finale en simple dames
| No | Date       | Nom et lieu du tournoi               | Catégorie | Surface | Vainqueure      | Score         |  |
| -- | ---------- | ------------------------------------ | --------- | ------- | --------------- | ------------- |  |
| 1  | 18/11/1974 | South American Champ’s, Buenos Aires |           | NC      | Raquel Giscafré | 7-5, 1-6, 6-2 |  |

### Titre en double dames
Aucun

### Finales en double dames
| No | Date       | Nom et lieu du tournoi              | Catégorie | Surface | Vainqueures                     | Partenaire      | Score    |  |
| -- | ---------- | ----------------------------------- | --------- | ------- | ------------------------------- | --------------- | -------- |  |
| 1  | 26/04/1971 | River Plate Champ’s Buenos Aires    |           | NC      | Olga Morozova Betty Stöve       | Ines Roget      | 7-5, 6-1 |  |
| 2  | 18/11/1974 | South American Champ’s Buenos Aires |           | NC      | Katja Ebbinghaus Helga Masthoff | Raquel Giscafré | 6-0, 6-1 |  |

## Parcours en Grand Chelem

### En simple dames
| Année | Open d'Australie | Open d'Australie | Internationaux de France | Internationaux de France | Wimbledon       | Wimbledon     | US Open | US Open |
| ----- | ---------------- | ---------------- | ------------------------ | ------------------------ | --------------- | ------------- | ------- | ------- |
| 1974  | -                | -                | -                        | -                        | 1er tour (1/64) | Gail Sherriff | -       | -       |
| 1975  | -                | -                | 1er tour (1/32)          | M. Navrátilová           | -               | -             | -       | -       |

À droite du résultat, l’ultime adversaire.

### En double dames
| Année | Open d'Australie | Open d'Australie | Internationaux de France     | Internationaux de France | Wimbledon | Wimbledon | US Open | US Open |
| 1975  | -                | -                | 1er tour (1/16) Weisenberger | D. Fromholtz R. Giscafré | -         | -         | -       | -       |

Sous le résultat, la partenaire ; à droite, l’ultime équipe adverse.

### En double mixte
| Année | Open d'Australie | Open d'Australie | Internationaux de France  | Internationaux de France | Wimbledon | Wimbledon | US Open | US Open |
| 1975  | n/a              | n/a              | 2e tour (1/8) J. Ganzabal | R. Tomanová Iván Molina  | -         | -         | -       | -       |

Sous le résultat, le partenaire ; à droite, l’ultime équipe adverse.

## Parcours en Coupe de la Fédération
| #                                                                          | Date       | Lieu            | Surface         | Gagnante(s)                     | Perdante(s)                        | Score          |          |
|                                                                            |            |                 |                 |                                 |                                    |                |          |
| 1972 - 1er tour (groupe mondial) - Finlande - Argentine - 1 : 2            |            |                 |                 |                                 |                                    |                |          |
| 1                                                                          | 20/03/1972 | Johannesburg    | Dur (ext.)      | Leena Mutanen                   | Beatriz Araujo                     | 9-7, 8-10, 6-4 | Parcours |
| 1                                                                          | 20/03/1972 | Johannesburg    | Dur (ext.)      | Beatriz Araujo Raquel Giscafré  | Helena Laitinen Leena Mutanen      | 6-1, 6-2       | Parcours |
|                                                                            |            |                 |                 |                                 |                                    |                |          |
| 1972 - 2e tour (groupe mondial) - Argentine - Grande-Bretagne - 1 : 2      |            |                 |                 |                                 |                                    |                |          |
| 2                                                                          | 21/03/1972 | Johannesburg    | Dur (ext.)      | Virginia Wade                   | Beatriz Araujo                     | 6-3, 10-8      | Parcours |
| 2                                                                          | 21/03/1972 | Johannesburg    | Dur (ext.)      | Beatriz Araujo Raquel Giscafré  | Winnie Shaw Virginia Wade          | 6-4, 2-6, 6-3  | Parcours |
|                                                                            |            |                 |                 |                                 |                                    |                |          |
| 1974 - 1er tour (groupe mondial) - Roumanie - Argentine - 2 : 1            |            |                 |                 |                                 |                                    |                |          |
| 3                                                                          | 13/05/1974 | Naples          | Terre (ext.)    | Mariana Simionescu              | Beatriz Araujo                     | 6-1, 6-3       | Parcours |
|                                                                            |            |                 |                 |                                 |                                    |                |          |
| 1975 - 1er tour (groupe mondial) - Yougoslavie - Argentine - 0 : 2         |            |                 |                 |                                 |                                    |                |          |
| 4                                                                          | 05/05/1975 | Aix-en-Provence | Terre (ext.)    | Beatriz Araujo                  | Dora Alavantic                     | 6-0, 6-0       | Parcours |
|                                                                            |            |                 |                 |                                 |                                    |                |          |
| 1975 - 2e tour (groupe mondial) - Allemagne de l'Ouest - Argentine - 2 : 1 |            |                 |                 |                                 |                                    |                |          |
| 5                                                                          | 05/05/1975 | Aix-en-Provence | Terre (ext.)    | Katja Ebbinghaus                | Beatriz Araujo                     | 6-2, 6-2       | Parcours |
| 5                                                                          | 05/05/1975 | Aix-en-Provence | Terre (ext.)    | Katja Ebbinghaus Helga Masthoff | Beatriz Araujo Raquel Giscafré     | 6-2, 1-6, 7-5  | Parcours |
|                                                                            |            |                 |                 |                                 |                                    |                |          |
| 1976 - 1er tour (groupe mondial) - Argentine - Nouvelle-Zélande - 2 : 1    |            |                 |                 |                                 |                                    |                |          |
| 6                                                                          | 22/08/1976 | Philadelphie    | Moquette (int.) | Judy Connor Chris Newton        | Beatriz Araujo Elvira Weisenberger | 7-5, 6-3       | Parcours |
|                                                                            |            |                 |                 |                                 |                                    |                |          |
| 1977 - 2e tour (groupe mondial) - Argentine - Suède - 0 : 3                |            |                 |                 |                                 |                                    |                |          |
| 7                                                                          | 13/06/1977 | Eastbourne      | Herbe (ext.)    | Helen Anliot Mimi Wikstedt      | Beatriz Araujo Viviana Gonzalez    | 6-3, 6-3       | Parcours |